# Ретенбах-ан-дер-Пегніц
Ретенбах-ан-дер-Пегніц або Рьотенбах-ан-дер-Пегніц (нім. Röthenbach an der Pegnitz) — місто в Німеччині, розташоване в землі Баварія. Підпорядковується адміністративному округу Середня Франконія. Входить до складу району Нюрнбергер-Ланд.
Площа — 14,27 км2. Населення становить 12 370 ос. (станом на 31 грудня 2020).